# Лесничий, Григорий Емельянович
Григорий Емельянович Лесничий (укр. Григорій Омелянович Лісничий; 22 апреля 1919, Ровное, Херсонская губерния — 26 ноября 2013, Киев) — организатор нефтеперерабатывающей и нефтехимической промышленности Украинской ССР. Депутат Верховного Совета УССР двух созывов (1980—1990).

## Биография
Родился 22 апреля 1919 г. в с. Ровное.
Окончил Рубежанский химико-технологический институт (1939—1941, 1946—1949).
- 1941—1946 служба в РККА, участник Великой Отечественной войны;
- 1949 — инженер, начальник цеха, главный инженер Стахановского завода технического углерода;
- 1959 — заместитель начальника управления химической промышленности Луганского совнархоза;
- 1960 — заместитель начальника главного управления химической промышленности Укрсовнархоза.

С 1963 г. начальник Главного Управления по нефтеперерабатывающей и нефтехимической промышленности Укрсовнархоза. В 1965—1971 гг. начальник Управления нефтеперерабатывающей и нефтехимической промышленности при Совете Министров УССР; в 1971—1988 гг. начальник Главного Управления нефтеперерабатывающей и нефтехимической промышленности Совета Министров УССР в ранге члена правительства.
Под его руководством были построены крупнейшие в СССР и Европе:
- Кременчугский нефтеперерабатывающий завод,
- Лисичанский нефтеперерабатывающий завод
- Днепропетровский и два Белоцерковских шинных завода,
- Лисичанский, Сумской и Белоцерковский заводы резинотехнических изделий,
- Кременчугский и Стахановский заводы технического углерода,
- Черновицкий, Стрыйский и Горловский заводы резиновой обуви,
- Белоцерковские заводы асбестотехнических изделий и механический.

Реконструированы с увеличением мощностей нефтеперерабатывающие заводы в Надворной, Дрогобыче, Львове, Одессе, Херсоне, Бердянский опытный нефтемаслозавод, предприятия по производству резинотехнических изделий в Киеве, Бердянске, Запорожье, Донецке, Дашавский сажевый завод и др.
Основатель Белоцерковского шинного завода.
С 1997 года — Президент Всеукраинской Ассоциации работников и ветеранов неф теперерабатывающей и нефтехимической промышленности.
Умер 26 ноября 2013 года.

## Награды и звания
Награждён орденами Ленина, Октябрьской революции, Трудового Красного знамени, «За заслуги» ІІІ степени, Отечественной войны ІІ степени, Богдана Хмельницкого ІІІ степени, 18 медалями, в том числе «За боевые заслуги» (1942), а также почётными грамотами Верховного Совета УССР и Украины. Почетный гражданин г. Лисичанска.